# Klára Körmendi
Klára Körmendi (née le 22 mars 1944 à Budapest) est une pianiste hongroise. 

## Biographie
Klára Körmendi étudie au Conservatoire Bartók à  Budapest, avec Kornél Zempléni (1922–2013), ainsi que Péter Sólymos à l'Académie Franz-Liszt où elle reçoit son diplôme en 1967.
Elle enregistre pour le label Hungaroton dès 1974, puis en 1984 un disque consacré à Zsolt Durkó, Attila Bozay, John Cage, Iannis Xenakis et Karlheinz Stockhausen. Dans les années 1990, elle grave l'œuvre pour piano d'Erik Satie chez Naxos.
Depuis 1993, elle enseigne à l'Académie Franz-Liszt de Budapest. En 2007, elle est membre du jury du Concours de piano Olivier-Messiaen

## Discographie
Piano
- Debussy, Suite bergamasque, Images (I & II) Préludes (livre I : nos 6, 8, 11 ; livre II : nos 6, 7, 12), La plus que lente (Naxos) (OCLC 250601513)
- Lajtha, Pièces pour piano (2-6 février 1992, Marco Polo) (OCLC 811253701)
- Mosonyi, Musique pour piano à quatre mains - avec István Kassai (novembre/décembre 1992, Marco Polo 8.223558)
- Ravel, Pièces pour piano : Sonatine, Pavane..., Le tombeau de Couperin, Menuet antique, Gaspard de la nuit (10-13 novembre 1988, Naxos 8.550254) (OCLC 76703942)
- Erik Satie, pièces pour piano - avec Gábor Eckhardt, piano (1-3 juin 1992 ; 8-10 ; 11-13 mars 1993, 4CD Naxos) (OCLC 492283408 et 70875222), (OCLC 492282588 et 225636861)
- Contemporary Piano Music : Pièces pour piano de Karlheinz Stockhausen (Klavierstück IX), Attila Bozay (Son et lumière), Zsolt Durkó, John Cage (Sonates et interludes nos V, XIII, XI, XIV et XV) et Iannis Xenakis (Mists) (1984, Hugaroton HCD 12569) (OCLC 22015267)
- Pièces pour piano de Luciano Berio (Rounds), Pierre Boulez (Sonates nos 1 et 3, Attila Bozay (Intervalli, ext. op. 30), Heinz Holliger (Elis : trois nocturnes), Olivier Messiaen (Cantéyodjayâ), József Soproni (Quattro intermezzi)° (1974-1975, 1978°, Hungaroton HCD 31606)

Musique de chambre ou avec orchestre
- Lendvay, Trois mouvements pour basson et piano - avec Gábor Janota, basson (« Contemporary Hungarian music for bassoon and piano » Hungaroton) (OCLC 39662712)
- Mosonyi, Concerto pour piano - Orchestre philharmonique d'État de Slovaquie (Košice), dir. Robert Stankovsky (24 février 1993, Marco Polo 8.223539) (OCLC 811254205)
- Sugár, Frammenti musicali, Sonate pour violon et piano, Sonatine baroque - Irén Móré, flûte ; József Kiss, hautbois ; László Horváth, clarinette ; Jenő Keveházi, cor ; József Vajda, basson ; Klára Kőrmendi, piano (1994/1995/2002, Hungaroton) (OCLC 705338255) Avec les deux quatuors à cordes (Q. Pro Camera)